# Aage Frandsen
Aage Valdemar Harald Frandsen (ur. 18 października 1890 w Kopenhadze, zm. 24 marca 1968 tamże) – duński gimnastyk, medalista olimpijski.
W 1920 r. reprezentował barwy Danii na letnich igrzyskach olimpijskich w Antwerpii, zdobywając złoty medal w ćwiczeniach wolnych drużynowo.